# Набережная (телесериал)
«Набережная» (кит. трад. 上海灘, упр. 上海滩, пиньинь Shànghǎi Tān, палл. Шанхай Тань, буквально: «Шанхайская набережная», англ. The Bund) — гонконгский исторический телесериал, вышедший в эфир канала TVB в 1980 году. Считается «Крёстным отцом» Востока и стал основой для множества продолжений, ремейков и кинематографических адаптаций. Заглавная песня сериала стала одним из хитов кантопопа.

## Сюжет
Действие фильма происходит в Китайской республике в 1920-е годы. Хуэй Манькэунг — выпускник Яньцзинского университета, три года проведший в тюрьме за участие в движении 4 мая. Он решает начать новую жизнь в Шанхае, где заводит дружбу с Тин Ликом, продавцом фруктов. Став главарём мелкой банды, Хуэй предлагает Тину стать его помощником. Одновременно он завоёвывает расположение Фуна Кинъиу, магната и крупного мафиози, спасая его дочь Чингчинг. Фун предлагает Хуэю работать на него, но Хуэй отказывается. Чингчинг влюбляется в Хуэя.
Тин из-за женщины убивает представителя конкурентов, и в результате его с Хуэем банда оказывается уничтоженной. Сами главари соглашаются на покровительство Фуна.
Хуэй узнаёт, что Фун тайно работает на японскую организацию «Общество чёрного дракона», планирующую уничтожить китайскую атлетическую школу. Герой оказывается перед выбором: предать свои убеждения или пойти против покровителя. Хуэй решает помочь школе и убивает японского агента Ямагучи Каорико в перестрелке. Фун приходит в ярость и посылает своих людей найти и убить Хуэя. Тин помогает другу скрытья.
Хуэй инсценирует собственную смерть, чтобы сбить со следа людей Фуна, и переезжает в Гонконг, где женится на Со Вонтай. Он начинает новую жизнь и открывает небольшой ресторанчик. Однако Чингчинг не верит в смерть Хуэя и едет в Гонконг, где, по слухам, находится её возлюбленный. Она находит Хуэя, но отказывается поверить, что тот уже женат. Тогда Хуэй приводит её к себе домой. Их тайно выслеживает человек Фуна, который убивает семью Хуэя. Хуэй, в тот момент отсутствовавший и потому выживший, клянётся отомстить Фуну и возвращается в Шанхай.
Хуэй становится советником Нип Янвона, делового соперника Фуна. После нескольких ходов Хуэй разоряет Фуна как финансово, так и политически. Одновременно он сообщает Чингчинг, что они никогда не смогут быть вместе.
В отсутствие Хуэя за Чингчинг начинает ухаживать Тин. После того, как он получает ранение, Чингчинг соглашается выйти за него замуж. Хуэй переживает эмоциональный срыв: его семья мертва, а лучший друг берёт в жёны его прежнюю любовь. Горечь перерастает в ненависть и жажду мести: Хуэй решает убить Фуна и просит Тина помочь в этом. Тин организует игру в русскую рулетку, во время которой Фун проигрывает и получает пулю от Хуэя.
Чингчинг не может простить Хуэю убийство отца и уезжает из Китая во Францию. Хотя Хуэй и Тин подчиняют себе криминальный мир Шанхая, Хуэй не испытывает интереса к гангстерским делам и желает найти Чингчинг, чтобы возобновить отношения. Но за день до отъезда во Францию неизвестный стрелок убивает его возле ресторана.

## В ролях
- Чоу Юньфат — Хуэй Манькэунг (許文強)
- Рэй Луи — Тин Лик (丁力)
- Энджи Чиу — Фун Чингчинг (馮程程)
- Лау Дан — Фун Кинъиу (馮敬堯)

## Продолжения и адаптации
Сериал имел огромный успех в Азии и в 1983 году был выпущен в виде двух полнометражных фильмов. Благодаря участию в сериале выросла популярность Чоу Юньфата.
Так как персонаж Чоу Юньфата умирает в конце сериала, его появление в продолжениях было невозможным. В The Bund II и The Bund III остался Рэй Луи в роли Тина Лика.
В 1996 году оригинальный сериал был переснят в виде 40-серийного фильма Once Upon a Time in Shanghai. Главные роли исполнили Адам Чэн, Кэрол Чен, Санни Чан, Гордон Лам и Надя Чан.
Фильм 1996 года Shanghai Grand режиссёра Пуна Манкита и продюсера Цуи Харка  заимствует сюжет сериала.
В 2007 году на экраны вышел китайский ремейк сериала под названием Shanghai Bund. Главные роли исполнили Хуан Сяомин, Бетти Сан, Ли Сюэцзянь и Хуан Хайбо.

### Комментарии
1. ↑  Имеется в виду набережная Вайтань